# Stazione meteorologica di Forenza
La stazione meteorologica di Forenza è la stazione meteorologica di riferimento relativa alla località di Forenza.

## Coordinate geografiche
La stazione meteorologica è situata nell'Italia meridionale, in Basilicata, in provincia di Potenza, nel comune di Forenza, a 836 metri s.l.m. e alle coordinate geografiche 40°52′N 15°51′E.

## Dati climatologici
Secondo i dati medi del trentennio 1961-1990, la temperatura media del mese più freddo, gennaio, si attesta a +3,4 °C, mentre quella del mese più caldo, agosto, è di +22,8 °C .
| Forenza            | Mesi | Mesi | Mesi | Mesi | Mesi | Mesi | Mesi | Mesi | Mesi | Mesi | Mesi | Mesi | Stagioni | Stagioni | Stagioni | Stagioni | Anno |
| Forenza            | Gen  | Feb  | Mar  | Apr  | Mag  | Giu  | Lug  | Ago  | Set  | Ott  | Nov  | Dic  | Inv      | Pri      | Est      | Aut      | Anno |
| ------------------ | ---- | ---- | ---- | ---- | ---- | ---- | ---- | ---- | ---- | ---- | ---- | ---- | -------- | -------- | -------- | -------- | ---- |
| T. max. media (°C) | 6,1  | 8,4  | 10,3 | 13,9 | 18,8 | 24,1 | 27,7 | 28,4 | 23,3 | 17,9 | 13,6 | 8,6  | 7,7      | 14,3     | 26,7     | 18,3     | 16,8 |
| T. min. media (°C) | 0,7  | 2,1  | 3,2  | 6,0  | 9,8  | 14,0 | 16,4 | 17,2 | 13,9 | 10,3 | 7,0  | 3,3  | 2,0      | 6,3      | 15,9     | 10,4     | 8,7  |